# Leptenicodes quadrilineatus
Leptenicodes quadrilineatus là một loài bọ cánh cứng trong họ Cerambycidae.